# Palm Heinrich Ludwig von Boguslawski
Palm (eller Palon) Heinrich Ludwig Pruss von Boguslawski, född den 7 september 1789 i Magdeburg, död den 5 juni 1851 i Breslau, var en tysk astronom. Han var brorson till Carl Andreas von Boguslawski och far till Heinrich Georg von Boguslawski.
Boguslawski blev styresman för observatoriet i Breslau 1840 och upptäckte 1835 års komet.
Han tilldelades Lalandepriset 1835. Månkratern Boguslawsky är uppkallad efter honom.